# Han Berger
Han Berger (sinh ngày 17 tháng 6 năm 1950) là một cựu cầu thủ và huấn luyện viên bóng đá người Hà Lan. Ông từng dẫn dắt Đội tuyển bóng đá quốc gia Úc từ 2010.